# Prescripție medicală

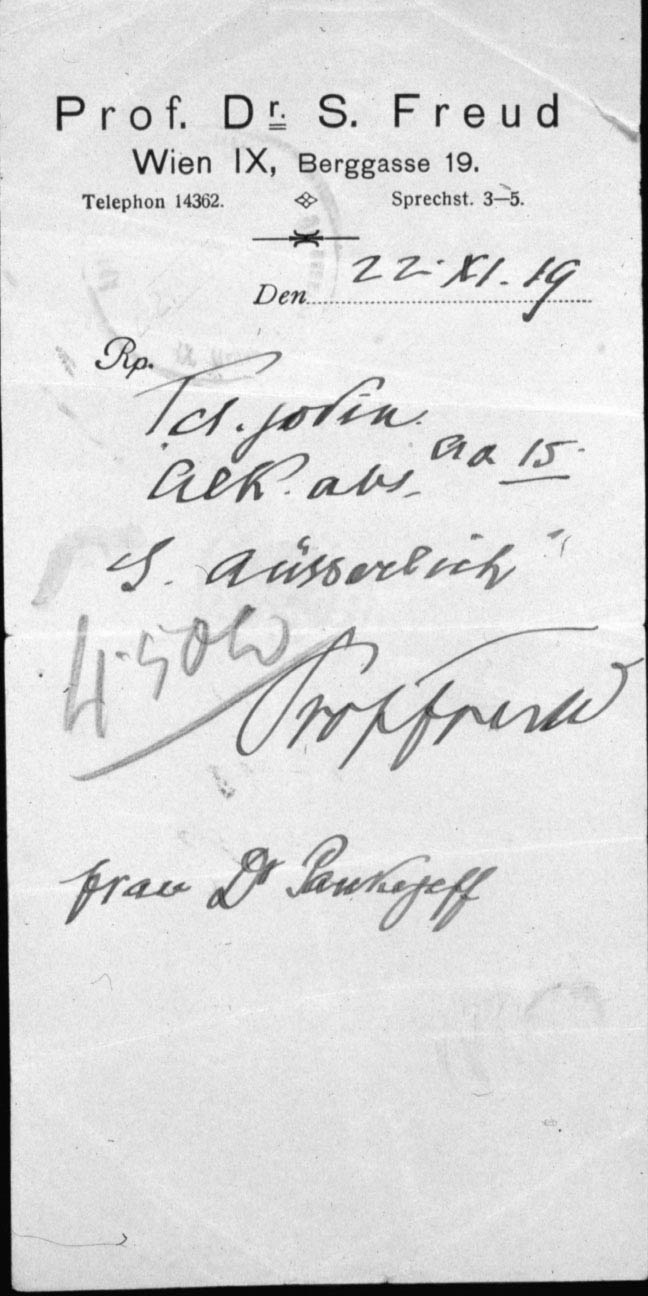
Rețetă prescrisă de Sigmund Freud

Prescripția medicală, denumită și rețetă medicală, este un document realizat de către un specialist calificat în domeniul sănătății (medic sau medic veterinar):176 care conține instrucțiuni pentru farmacist și pacient cu privire la planul de tratament (conține informații referitoare la prepararea medicamentelor în farmacie, unde este cazul, la medicamente necesare tratamentului și posologia acestora). Prescripția medicală autorizează farmacistul să elibereze un anumit medicament (și este absolut necesară pentru medicamentele PRF).
Prescripția medicală deservește ca mijloc de comunicare și legătură dintre medic și farmacist, dar este și un document medico-legal, care implică responsabilitate juridică. Prescripțiile pot fi realizate electronic și tipărite sau pot fi completate manual.
Medicamentele fără prescripție (OTC) sunt acelea care se pot elibera fără necesitatea prezentării unei rețete medicale, spre deosebire de medicamentele cu prescripție (PRF). Totuși, o rețetă medicală poate conține și medicamente OTC indicate de către medic.

## Structură
O rețetă este formată din mai multe părți structurale, fiecare cu propriul rol. Este necesară o identificare corespunzătoare din punct de vedere legislativ a pacientului (prin adăugarea corectă a datelor sale de identificare), lista medicamentelor prescrise spre a fi eliberate, calea de administrare și posologia (regimul de administrare), în funcție de patologie. Este necesară semnătura și parafa medicului prescriptor.